# Hollandite
La hollandite est un minéral constitué d'un oxyde de manganèse et de baryum, de formule chimique Ba(MnIV6MnIII2)O16. Sa structure est constituée de doubles chaînes d'octaèdres de MnO6 délimitant des tunnels 2 × 2. La charge électrostatique créée par l'ion Mn3+ en substitution de Mn4+ est équilibrée par des cations situés dans les tunnels. Leur nature détermine l'espèce minérale : Ba pour l'hollandite, K pour le cryptomélane, Pb pour la coronadite, Sr pour le strontiomélane, Tl pour le thalliomélane et Na pour la manjiroïte. Les espèces pures sont rares et la plupart des tectomanganates 2 × 2 contiennent des mélanges de plusieurs types de cations dans les tunnels.
Un minéral de composition chimique BaMnIV6FeIII2O16 qui a été découvert pour la première fois dans la mine de Kajlidongri dans le district de Jhabua de l'état de Madhya Pradesh, en Inde portait le nom hollandite avant qu'il ne soit reclassifié en ferrihollandite par l'association internationale de minéralogie en 2012. La ferrihollandite est le pôle pur baryum-fer(III) du groupe de la coronadite.

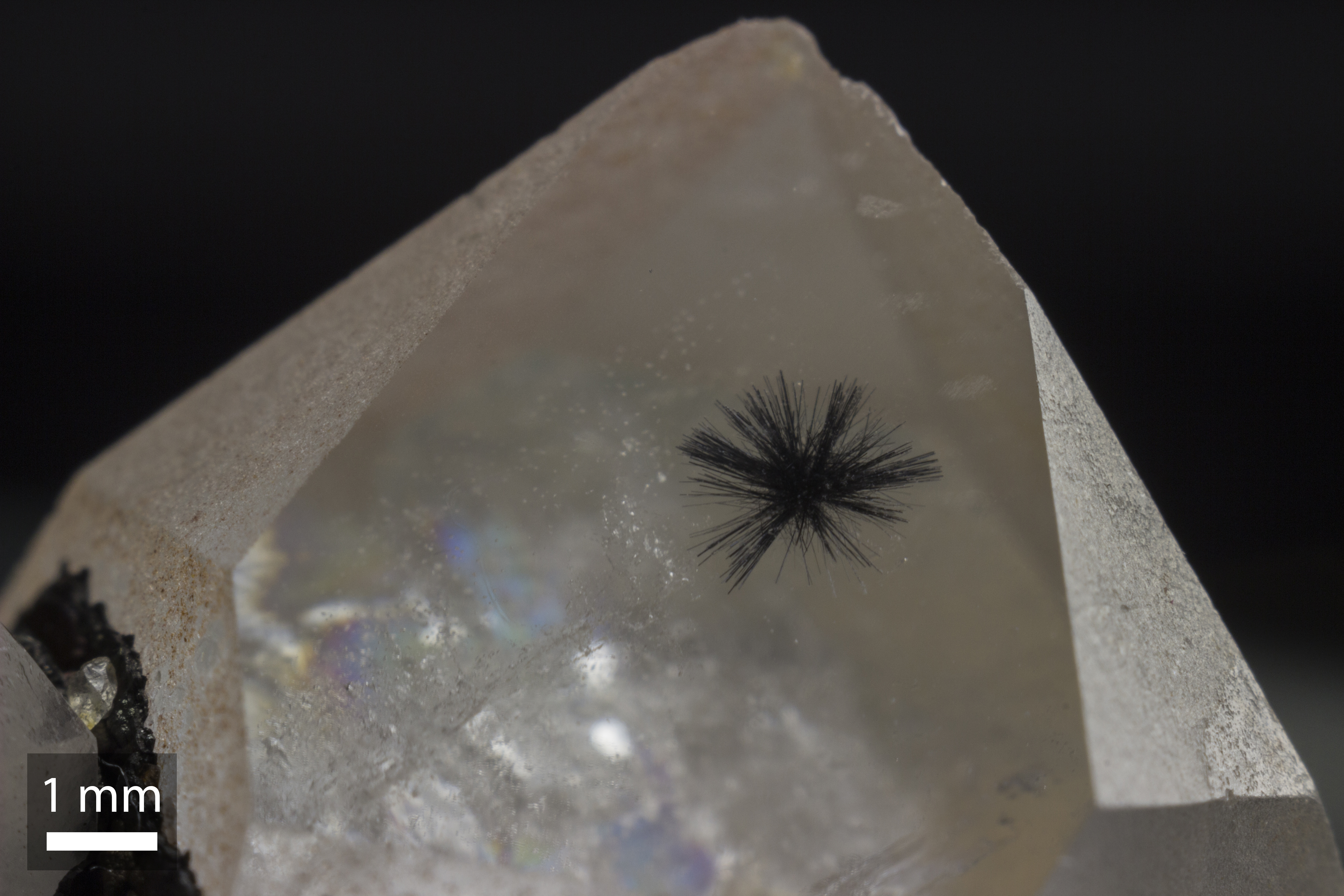
Étoile de hollandite dans une rare inclusion de quartz

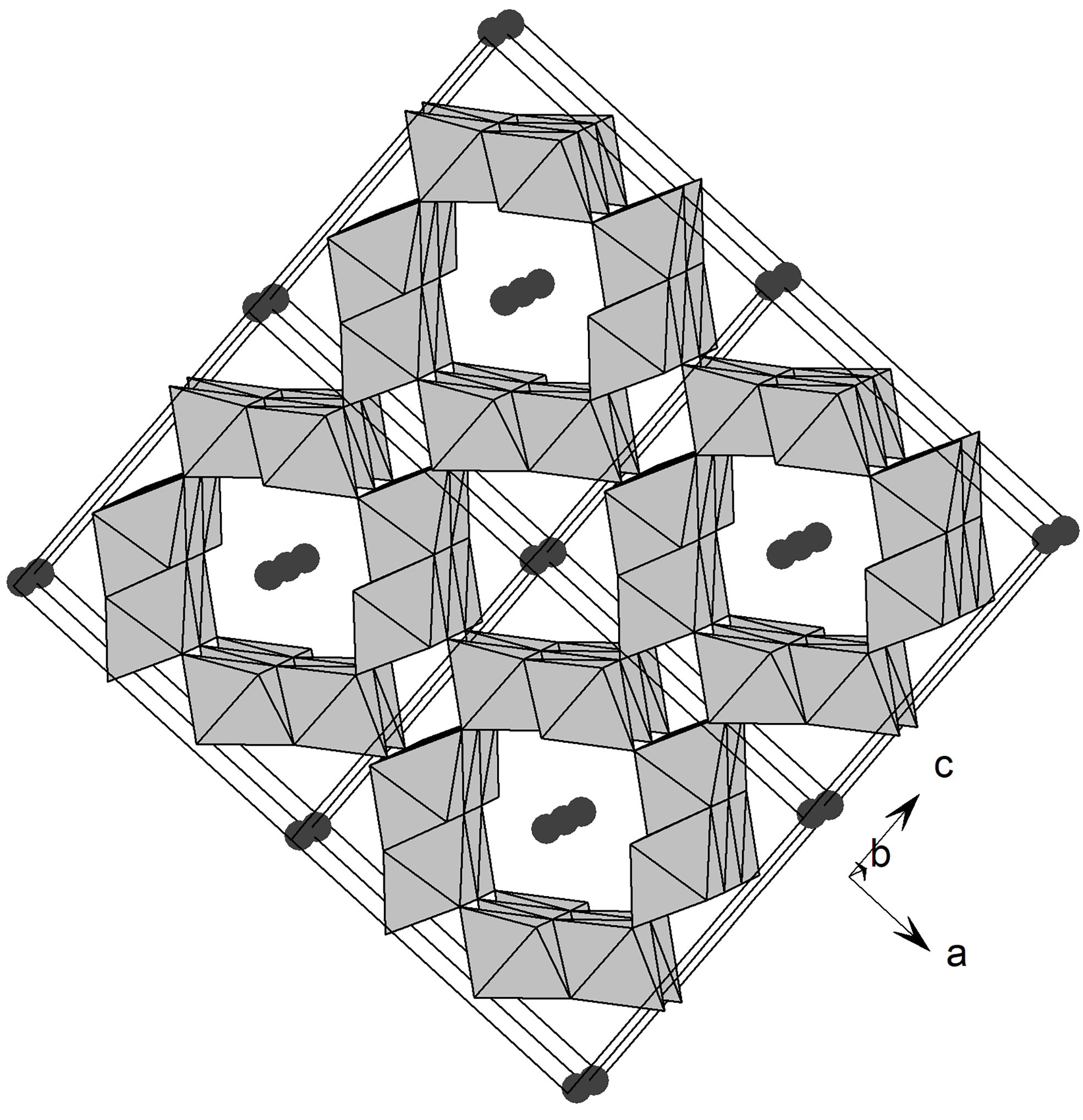
Représentation polyédrique de la structure en tunnels 2 x 2 de la hollandite. Les atomes en noir représentent Ba[9].